# Coemansia reversa
Coemansia reversa är en svampart som beskrevs av Tiegh. & G. Le Monn. 1873. Coemansia reversa ingår i släktet Coemansia och familjen Kickxellaceae.   Inga underarter finns listade i Catalogue of Life.